# Somni (Joan Brull)
Somni és un quadre de Joan Brull i Vinyoles dipositat al Museu Nacional d'Art de Catalunya (Barcelona), el qual fou pintat l'any 1906.

## Context històric i artístic
Joan Brull, nascut a Barcelona l'any 1863, va tindre èxit de molt jove, ja que el 1884, quan només tenia 21 anys, exposà a la prestigiosa sala Parés un gran quadre d'història titulat La tonsura del rei Wamba. Aquest èxit li permeté viure cinc anys al París de la belle époque, on va entrar en l'ambient del simbolisme, que adoptà i traslladà a Barcelona, encara que en un to molt menys inquietant que el dels simbolistes francesos.
Segons Alexandre Cirici, en la pintura del modernisme català hi ha dos estils que ell qualificà d'"ala blanca" (Brull, A. de Riquer, A. Gual, Joan Llimona), que es caracteritza per una tendència cap a la poesia simbolista, i d'"ala negra" (Nonell, Mir, el primer Picasso), de tendència amarga, preocupada per les penoses realitats socials.

## Descripció
Brull és potser el representant més evident de l'"ala blanca", fins al punt d'haver estat qualificat de "pintor de fades". Les seues figures femenines ideals, molt joves, quasi infantils, són el centre d'escenes plenes de misteri i de nostàlgia en què el paisatge pren gran importància. Es tracta de jardins al clar de lluna, sovint amb llacs i flors d'aigua, com l'iris blau que figura en primer terme d'aquesta pintura a l'oli sobre tela de 200 × 141 cm. Amb el mateix títol de Somni, i amb un tema quasi idèntic, Brull guanyà la primera medalla de l'Exposició Internacional de Barcelona del 1898.